# Wanderers Cricket Ground
Der Wanderers Cricket Ground ist ein Cricketfeld in Windhoek, der Hauptstadt Namibias. Es dient faktisch als Nationalstadion der Sportart, wobei die namibische Cricket-Nationalmannschaft auch in anderen Stadien vereinzelt spielt. Der Platz liegt auf dem Gelände des Wanderers Club. 
Das erste Twenty20 fand am 19. April 2013 ebenfalls gegen die Niederlande statt. Das erste One-Day International wurde am 27. April 2019 gegen die omanische Cricket-Nationalmannschaft gespielt.